# 京太朗
京太朗（きょうたろう、1978年5月16日 - ）は、日本のラジオパーソナリティ、タレント、ミュージシャンである。京都府出身。F-FactoryJapan所属。
アコースティックデュオ「京太朗と晴彦」メンバー。

## 担当番組
放送中（単独出演のみ）
- らじコン（土曜11:00 - 12:55、2019年4月6日 - 、K-MIX）[3]
- HAPPYパンチ![4]（木曜9:00 - 13:00、2022年9月29日 - 、LuckyFM茨城放送[5]）

終了
- 2013年 -  2017年 K-mix「Maison de Ami」
- 2017年 -  2021年 K-mix「ミドラン」
- 2020年 K-mix 「京太朗とスターマリーの年度末サミット」（特番）
- 2021年 K-mix 「新しい生活  新しい音楽」（特番）
- 2021年 -  2022年 静岡第一テレビ「まるごと」

## その他の活動
- 2018年  焼津文化会館  ワンマンライブ
- 「長野県しらかば 2 in 1 スキー場」テレビCMソング
- サークルKサンクス限定・清涼飲料水「ちゅう」イメージソング